# Conquista bizantina della Cilicia
Con riconquista bizantina della Cilicia ci si riferisce a una serie di conflitti e di scontri tra le armate dell'Impero bizantino, retto da Niceforo II Foca, e quelle del sovrano hamdanide di Aleppo, Sayf al-Dawla, per il controllo della regione della Cilicia nell'Anatolia sudorientale. Fin dalle conquiste musulmane del VII secolo, la Cilicia era stata una provincia di frontiera del mondo islamico e aveva funto da avamposto per incursioni regolari contro le province bizantine dell'Anatolia. A partire dalla metà del X secolo, la frammentazione del Califfato abbaside e il contemporaneo rafforzamento di Bisanzio sotto la dinastia macedone permise ai romei di passare gradualmente all'offensiva. Sotto l'imperatore soldato Niceforo II Foca (r. 963-969) e con l'aiuto del generale e futuro imperatore Giovanni Zimisce, i Bizantini stroncarono la resistenza di Sayf al-Dawla, che si era impossessato delle vecchie terre di frontiera abbasidi in Siria settentrionale, e lanciarono una serie di campagne militari offensive che, nel 964-965, portarono alla riconquista della Cilicia. La vittoriosa operazione preparò la strada per il recupero di Cipro e Antiochia negli anni immediatamente successivi, e contribuì al declino e alla fine dell'indipendenza degli Hamdanidi, costretti a diventare vassalli di Bisanzio.

## Contesto storico

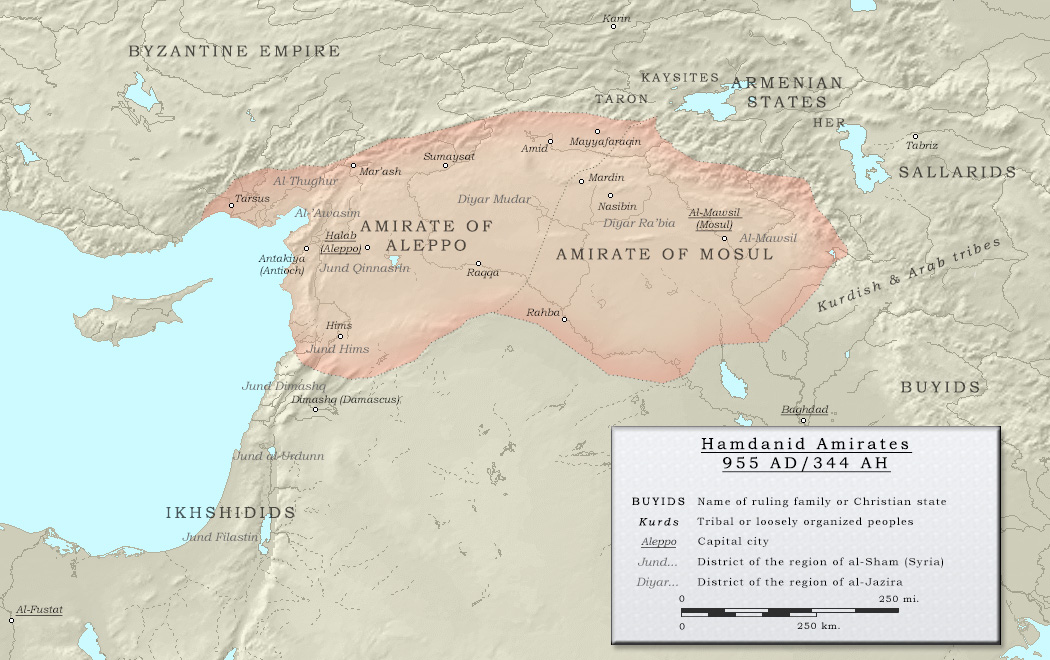
Cartina degli Hamdanidi al loro apogeo sotto al-Dawla, intorno al 955.

Nella seconda metà del X secolo, Bisanzio attraversò un periodo di successi militari continui. Nel 961, con una fruttuosa spedizione, recuperarono Creta strappandola ai musulmani, e, in seguito alla conquista, furono allestiti i preparativi per ulteriori operazioni contro gli Arabi in Cilicia. All'epoca l'Emiro di Aleppo, appartenente alla dinastia hamdanide, era Sayf al-Dawla (r. 945-967). Questi, fin dal 945/946, aveva compiuto alla testa delle proprie armate numerose incursioni in Asia Minore bizantina, spingendosi fino a Iconio. Malgrado la frequenza e l'efficacia delle sue incursioni nel danneggiare il commercio bizantino e in generale nel creare il caos sulla frontiera orientale di Bisanzio, le tattiche di al-Dawla erano difensive, e le sue armate non posero mai una minaccia concreta alla dominazione bizantina dell'Anatolia; fonti arabe coeve sostengono (forse esagerando) che le armate di Bisanzio probabilmente potevano vantare una superiorità numerica sulle truppe di al-Dawla di circa 70 000 soldati.
L'emirato di Aleppo era sprovvisto di una flotta, in quanto al-Dawla intendeva evitare ogni tipo di pressioni alla dominazione romea del Mar Mediterraneo orientale. L'incursione invernale di Al-Dawla del 945-946 raccolse scarsi risultati, e il combattimento tra le due potenze perse di intensità per alcuni anni.
Nel 948 e nel 949 i Bizantini condussero due vittoriose spedizioni in territorio hamdanide saccheggiando Hadath nella prima spedizione e Marash nella seconda, spingendosi fino ad Antiochia. Nel 950 al-Dawla tentò un'incursione nei domini bizantini, ma fu pesantemente battuto da Leone Foca, perdendo 8 000 uomini nella «terrificante spedizione». Successivamente, nello stesso anno, al-Dawla tentò una nuova incursione in territorio bizantino, dopo aver respinto le loro proposte di pace, ma fu costretto al ritiro dall'arrivo dell'inverno. L'anno successivo Barda Foca lanciò una fallimentare spedizione in Cilicia, nel tentativo di impedire agli Arabi la ristrutturazione di alcune fortezze strategiche. Due anni più tardi Barda tentò una nuova inefficace invasione della Cilicia. Gli Hamdanidi resistettero a due ulteriori attacchi bizantini nel 954 e nel 955.
Il conflitto si intensificò nella primavera del 956, quando al-Dawla incoraggiò nuove scorrerie nei confini bizantini. Giovanni Zimisce, posto al comando dell'esercito romeo, passò alla controffensiva invadendo la Cilicia, riuscendo ad assicurarsi il controllo di un passo nelle retrovie di al-Dawla. Tuttavia, quando i due si scontrarono, fu al-Dawla a prevalere nettamente, uccidendo 4 000 uomini di Zimisce. Al contempo, Leone Foca invase la Siria, vincendo in battaglia il cugino di al-Dawla, Abu'l-'Asha'ir. Nel 957 Niceforo riuscì a prendere e radere al suolo Hadath, e al-Dawla non fu in grado di reagire a causa della scoperta di una congiura ai suoi danni. Da quel momento in poi le sorti del conflitto volsero a sfavore di al-Dawla. Nel 958 Zimisce invase ancora una volta i territori arabi, prendendo Dara e surclassando un'armata di 10 000 soldati sotto il comando del luogotenente di al-Dawla, Nadja. L'anno successivo Leone Foca condusse una campagna spintasi fino a Cirro.

## Chiamata alla Jihad
Le tensioni raggiunsero il loro apice nel 960 allorquando al-Dawla proclamò una Jihād, ovvero una guerra di religione. Egli aveva deciso di approfittare della debolezza nelle difese di Bisanzio conseguente alla partenza di Niceforo per Creta. Leone in breve tempo invase i territori musulmani, evitando le truppe di al-Dawla e saccheggiando dovunque andasse. Attese il ritorno dai saccheggi dell'esercito arabo tendendogli una imboscata. Sotto il comando del generale arabo Ali ibn Hamdan, l'esercito fu colto completamente alla sprovvista da Leone. Le sue truppe vennero rapidamente massacrate e Leone recuperò un'ingente quantità di bottino. La perdita consecutiva di queste battaglie cominciò a comportare conseguenze anche interne per al-Dawla, oltre a quelle esterne, in quanto la sua corte cominciò a perdere la fiducia in lui. Purtroppo per al-Dawla, Niceforo era appena ritornato vittorioso da Creta con il grosso dell'esercito bizantino. A partire dal 961–962, Niceforo invase con le proprie armate la Cilicia, impossessandosi rapidamente di Anazarbo. Niceforo si ritirò in territorio bizantino per la Pasqua del 962, ritornando in Cilicia in autunno in modo da espellere le truppe di al-Dawla dalla provincia. Raggiunse i territori arabi con un esercito di 70 000 effettivi, aesicurandosi Marash, Sisium, Dülük e Manbij. Niceforo ignorò la mossa da parte di al-Dawla di avanzare in avanti e diresse il suo esercito entro metà dicembre ad Aleppo, che riuscì a prendere e a saccheggiare.
Nel 963 il conflitto conobbe una fase di tregua momentanea, a causa della recente morte dell'imperatore bizantino, Romano II, a cui seguì una breve crisi di successione terminata con l'affermazione di Niceforo, salito al trono come Niceforo II Foca (r. 963-969). Da parte hamdanide, Al-Dawla dovette fronteggiare nel frattempo diverse rivolte, prima quella di Ibn az-Zayyat nel 961, poi quella di Hibat Allah nel 963, e infine quella di Nadja nel 963-964. Delle razzie arabe compiute su scala minore furono contrastate da Zimisce, nominato successore di Niceforo subito dopo la sua affermazione al potere. In breve tempo invase la Cilicia, surclassò un esercito arabo, e tentò invano di assediare l'importante fortezza di Mopsuestia.

## Conquista della Cilicia

I themata bizantini di Asia prima della conquista della Cilicia.

Una volta diventato imperatore, Niceforo, fautore della presa di Creta, decise di avviare delle nuove campagne militari allo scopo di annettere allo Stato bizantino la Cilicia e la Siria settentrionale, piuttosto che limitarsi a saccheggiare le città arabe e poi ritirarsi. La sua invasione cominciò nell'autunno 964 e partì con un esercito di 40 000 uomini. Ordinò alla fanteria leggera di saccheggiare i villaggi e le campagne della Cilicia, in modo da instaurare un'atmosfera generale di confusione e scompiglio nell'amministrazione di al-Dawla. Niceforo marciò con il grosso delle sue truppe, l'esercito imperiale e le truppe dei themata dell'Asia Minore, facendosi strada in territorio arabo e cominciando a espugnare fortezze e città importanti; fu così che assunse il controllo di Adana, Anazarbo, e di circa venti altre città fortificate. Marciò successivamente in direzione di Mopsuestia. Tarso e Mopsuestia erano le due fortezze più grandi della regione. Niceforo si rese rapidamente conto, dopo aver bombardato la città, che solo un assedio prolungato sarebbe riuscito a costringere Mopsuestia alla capitolazione. In breve tempo, con l'arrivo dell'inverno, Niceforo si ritirò nel proprio capoluogo regionale di Cesarea, dove svernò preparandosi per la campagna militare dell'anno successivo nel corso della quale intendeva intraprendere gli assedi di Mopsuestia e di Tarso.
Nella primavera del 965, Niceforo invase di nuovo con le sue armate la Cilicia. Questa volta, tuttavia, Niceforo puntò dritto su Tarso. In quel luogo si scontrò con la guarnigione locale al di fuori delle mura cittadine riuscendo a sconfiggerla e a respingerla entro la fortezza. Successivamente procedette a bloccare la città, saccheggiando le campagne circostanti per poi dirigersi a Mopsuestia, lasciando la città assediata, bloccata, e circondata dalla devastazione e dalla desolazione. Cominciò ad assediare Mopsuestia, bombardando la città con arcieri e macchine di assedio. Sfruttò uno stratagemma simile a quello impiegato nell'assedio di Candia soltanto quattro anni prima, avendo ordinato ai suoi ingegneri di scavare sotto le fortificazioni della città mentre gli Arabi venivano distratti in modo da provocare il collasso della sezione delle mura ritenute più debole. Il piano funzionò, permettendo ai Bizantini di penetrare nella città attraverso la sezione distrutta delle mura. La città venne saccheggiata e rasa al suolo, mentre tutti i suoi abitanti vennero deportati per ordine di Niceforo. Questi fece ritorno a Tarso dove la popolazione, avendo udito della distruzione di Mopsuestia, avviò delle negoziazioni con i Greci. Essi consegnarono la città a Niceforo in cambio del salvacondotto in Siria, che fu concesso. Con la presa di queste due città, la Cilicia tornò di nuovo sotto la dominazione bizantina, e Niceforo fece ritorno a Costantinopoli.
Nel frattempo a Cipro il generale bizantino Niceta Chalkoutzes organizzò un colpo di stato. Le circostanze di tale golpe sono incerte a causa della carenza di fonti, ma è evidente che le autorità abbasidi non ne furono informate tempestivamente dal momento che ebbe successo. L'isola ritornò in mano bizantina e reintegrata nel sistema dei Themata.

## Conseguenze
Dopo aver represso delle rivolte interne nella primavera del 966, Niceforo partì di nuovo per l'Oriente. La strategia di Niceforo non era prettamente bizantina ma faceva uso di tattiche di origini arabe. Evitò per quanto possibile gli scontri in campo aperto, saccheggiando, devastando ed espugnando città. Partito da Costantinopoli per l'Oriente con il suo esercito, si ricongiunse con le sue nuove truppe mentre attraversava la Cilicia bizantina, per poi avanzare in Siria. Niceforo con la sua armata raggiunse in breve tempo Antiochia, che assediò, e cominciò a devastare le campagne circostanti.
Nell'autunno del 967, Niceforo prese molti forti nella Siria meridionale, arrivando alle porte di Tripoli. Avrebbe voluto ricongiungersi in quel luogo con la propria marina, ma i venti e le maree avverse impedirono ciò, e, non potendo assediare la città, decise invece di dirigersi a nord verso la fortezza di Arqa, che in breve tempo espugnò e saccheggiò. Nel frattempo, nel 967, al-Dawla perì. Il suo successore, Sa'd al-Dawla, si rivelò un sovrano imbelle e incapace, e, a partire dalla sua ascesa al trono, il territorio hamdanide divenne un mero campo di battaglia conteso dai Bizantini e Fatimidi. Niceforo non cessò il saccheggio della Siria fino alla primavera del 969 quando fece ritorno a Costantinopoli. Tuttavia, lasciò una consistente guarnigione in una cittadella da lui costruita al di fuori di Antiochia in modo da prolungarne l'assedio. All'incirca un anno dopo, le truppe bizantine ripresero Antiochia consolidando il controllo bizantino della regione.
In seguito alla perdita della Cilicia e di Antiochia, lo stato hamdanide declinò ulteriormente. Una serie di rivolte lo indebolirono ulteriormente, e raggiunse a stento la fine del secolo prima di essere ridotto a vassallo e successivamente annesso dai Fatimidi di Egitto, che a loro volta avrebbero dominato il Levante e il Vicino Oriente per secoli. Bisanzio, d'altra parte, continuò a espandersi sotto gli imperatori Niceforo, Giovanni I Zimisce e Basilio II. L'espansione bizantina in Oriente terminò con la sconfitta contro l'Impero selgiuchide nella Battaglia di Manzicerta nel 1071, che costò all'Impero la perdita della Siria settentrionale e di gran parte dell'Asia Minore.